# Asphondylia borreriae
Asphondylia borreriae är en tvåvingeart som beskrevs av Ewald Rübsaamen 1905. Asphondylia borreriae ingår i släktet Asphondylia och familjen gallmyggor. Inga underarter finns listade i Catalogue of Life.